# Ziguinchor
Ziguinchor  este un oraș  în Senegal, localizat în esturaul râului Casamance. Este reședința regiunii omonime.